# Rio Japaratuba
O rio Japaratuba é um curso de água que banha o estado de Sergipe, no Brasil.

## Etimologia
"Japaratuba" procede do termo tupi antigo îaparandyba, que designa a árvore japaranduba.

## Descrição
A bacia do rio Japaratuba tem, aproximadamente, 92 quilômetros de extensão, sendo a menor do estado de Sergipe. O rio nasce na serra da Boa Vista, na divisa entre os municípios de Feira Nova e Graccho Cardoso e deságua no oceano Atlântico, no município de Pirambu. Atravessa áreas agrícolas com cultivos de cana-de-açúcar e coco.